# Victor Mendy
Pour les articles homonymes, voir Mendy.
Victor Mendy est un footballeur international sénégalais né le 22 décembre 1981 à Dakar. Il évolue au poste d'attaquant. Actuellement, il évolue dans le club du Blanc-Mesnil (National 3)

## Biographie
Il évolue durant sa jeunesse à Gretz-Armainvilliers (SCGT dans le 77) entre 1989 et 1994.
Après quelques saisons à Villemomble en CFA, il éclate en National au sein du Paris Football Club, en 2006. 
Courtisé par Lorient, au mercato d'hiver 2007, il signe finalement au FC Metz en juin 2007. Il ne peut cependant pas débuter en Ligue 1 car il est prêté à Clermont Foot. Il marque les esprits car, malgré une blessure, il parvient à marquer 12 buts et rate de peu l'accession en Ligue 1 avec Clermont.  
Il retourne à Metz pour la saison 2008-2009 avec la délicate mission de faire remonter le club en Ligue 1.
En 2010, il s'expatrie et signe en faveur du club turc de Bucaspor.
Victor Mendy possède une sélection en équipe du Sénégal, acquise en 2009.

## Carrière
- 2016- :  Le Blanc-Mesnil SF (76 matchs, 23 buts)
- 2002-2006 :  Villemomble Sports (34 matchs, 19 buts)
- 2006-2007 :  Paris FC (30 matchs, 12 buts)
- Juillet 2007-octobre 2007 :  FC Metz
- Octobre 2007-juin 2008 :  Clermont Foot (prêt, 19 matchs, 8 buts)
- 2008-2009 :  FC Metz (21 matchs, 4 buts)
- 2010-2011 :  Bucaspor
- 2011-2015 :  Qəbələ FK

## Statistiques
À l'issue de la saison 2009-2010
- 91 matchs et 22 buts en Ligue 2
- 30 matchs et 12 buts en National